# Garrulus lidthi
La ghiandaia di Lidth o ghiandaia di Amami (Garrulus lidthi Bonaparte, 1850) è un uccello passeriforme della famiglia dei Corvidi.

## Etimologia
Il nome scientifico della specie, lidthi, rappresenta un omaggio allo zoologo olandese Theodoor Gerard van Lidth de Jeude: il suo nome comune altro non è che la traduzione di quello scientifico.

## Descrizione

Esemplare nel parco di Ueno.

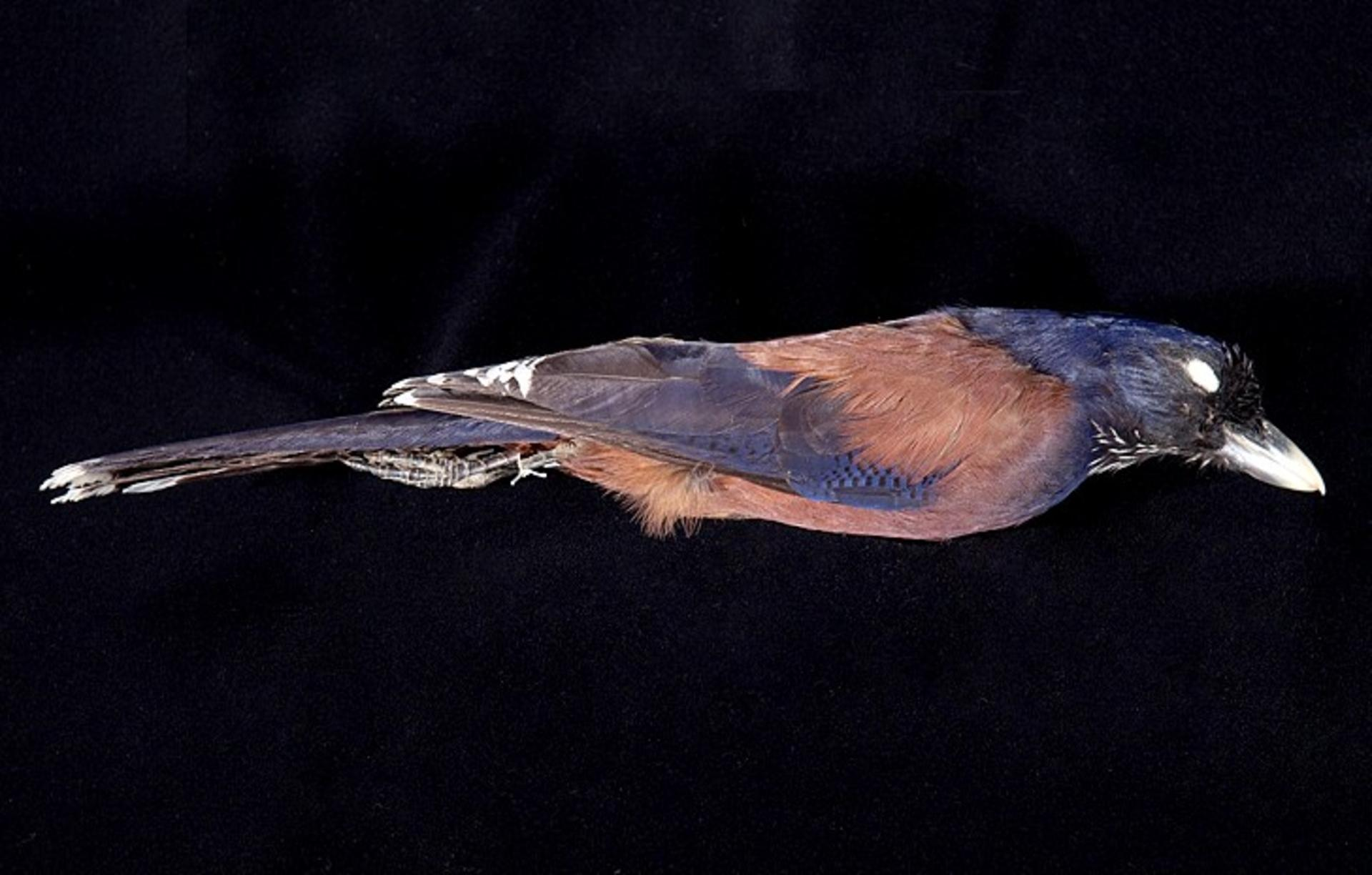
Esemplare impagliato.

### Dimensioni
Misura 38 cm di lunghezza, per 125 g di peso.

### Aspetto
Si tratta di uccelli dall'aspetto robusto, muniti di grossa testa squadrata e allungata con becco forte e conico e penne del vertice erettili, forti zampe, ali arrotondate e digitate e coda piuttosto lunga (poco meno della metà del totale) e dall'estremità cuneiforme: nel complesso, la ghiandaia di Lidth è morfologicamente molto simile alla ghiandaia comune, rispetto alla quale è più grande e presenta colorazione differente.
Il piumaggio è di colore blu-violaceo scuro su testa e parte superiore del petto, con tendenza a scurirsi ulteriormente nel nero-bluastro su faccia, mento, ali, groppa e coda: le copritrici primarie sono blu a scacchi neri, similmente a quelle della ghiandaia comune, mentre le remiganti e le penne della coda presentano punta orlata di bianco. Anche le penne del mento presentano sparsamente punta biancastra, a formare una sorta di "barbetta": il resto del corpo (dorso, area scapolare, petto, ventre, fianchi, codione e sottocoda) è di color bruno-mattone, con infiltrazioni bluastre sul petto.

Il dimorfismo sessuale è inesistente.
Il becco è di color grigio-perla con una lieve sfumatura azzurra alla base della mandibola inferiore e il bordo della punta con una quasi impercettibile sfumatura di colore giallo-arancio: le zampe sono di colore grigio-bluastro, mentre gli occhi sono di colore bruno scuro con cerchio perioculare grigio-bluastro.

## Biologia

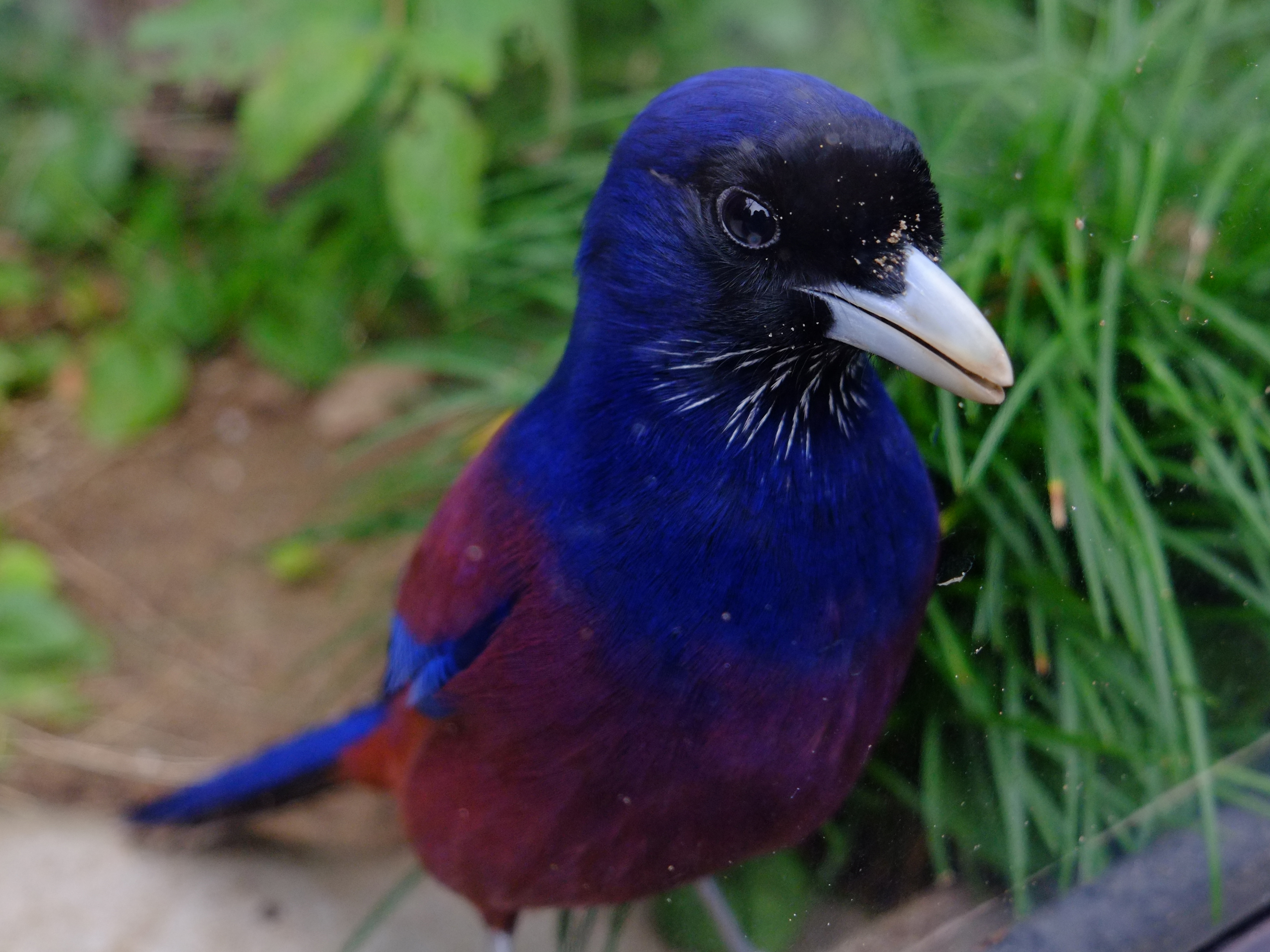
Esemplare in cattività.

La ghiandaia di Lidth è un uccello dalle abitudini di vita essenzialmente diurne, che vive da solo, in coppie o in gruppetti a base familiare, formati da una coppia riproduttrice e dai giovani di una o più covate precedenti: queste ghiandaie passano la maggior parte della giornata alla ricerca di cibo, spostandosi fra i rami di alberi e cespugli e scendendo sovente al suolo.
I richiami della ghiandaia di Lidth, gracchianti, stridenti e ripetuti, sono molto simili a quelli della congenere ghiandaia comune.

### Alimentazione

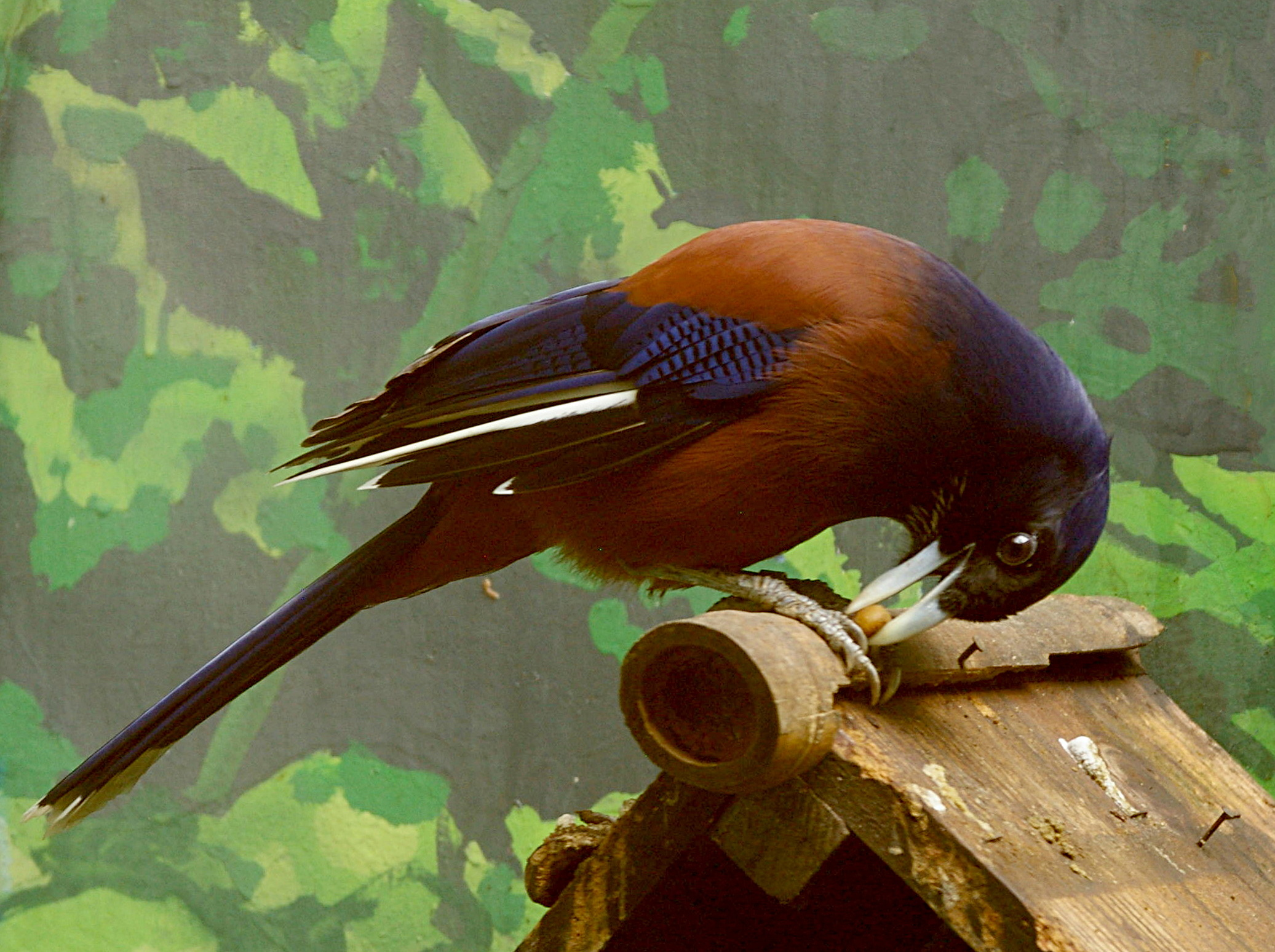
Esemplare si alimenta in cattività.

Si tratta di uccelli dalla dieta onnivora, che si nutrono perlopiù di insetti ed altri piccoli invertebrati, nonché delle loro uova: essi si cibano però anche di ghiande (in particolare di quelle della locale Quercus cuspidata), e sono noti per essere ghiotti di nocciole. Durante la stagione riproduttiva, la ghiandaia di Lidth è stata inoltre osservata cibarsi anche di piccoli invertebrati, in primis lucertole.

### Riproduzione
Si tratta di uccelli monogami, nei quali molto verosimilmente le coppie durano per lungo tempo, come osservabile nella stragrande maggioranza dei corvidi.
La stagione degli amori comincia in febbraio-marzo: i due partner costruiscono il nido a coppa fra i rami degli alberi o nella cavità di un tronco, utilizzando all'uopo rametti e fibre vegetali, e al suo interno la femmina depone 3-4 uova, che cova da sola (col maschio che la imbecca e tiene a bada i dintorni durante l'incubazione) per 16-20 giorni, al termine dei quali schiudono pulli ciechi ed implumi.

I nidiacei vengono imbeccati dalla sola femmina (col cibo fornitole dal maschio) per i primi giorni di vita, mentre una volta aperti gli occhi anche il maschio collabora attivamente nel loro allevamento: così alimentati, essi tentano l'involo a circa tre settimane dalla schiusa, ma continuano a rimanere presso il nido per ancora un mese circa, chiedendo insistentemente (ma sempre più sporadicamente) l'imbeccata ai genitori quando si trovano nei paraggi.

## Distribuzione e habitat
La ghiandaia di Lidth è endemica del Giappone, del quale popola le isole di Amami Ōshima, Tokunoshima e Kakeromajima, nelle isole Amami (arcipelago delle Ryūkyū).

Minacciata dalla mangusta di Giava (introdotta per contenere il numero di vipere di Okinawa, ma rivelatasi una spietata cacciatrice di ogni tipo di fauna locale), in seguito ai programmi di contenimento di quest'ultima il numero di ghiandaie di Lidth è attualmente in ripresa.
L'habitat di questi uccelli è rappresentato dalle aree di bosco e foresta ben mature, sia temperate che subtropicali.